# Magnetzündung
Die Magnetzündung ist bei Verbrennungsmotoren eine Methode der Zündung, die für den Zündvorgang keinen zusätzlichen elektrischen Energiespeicher wie einen Akkumulator oder eine Batterie benötigt. Stattdessen wird die elektrische Energie für den Zündfunken aus einem vom Verbrennungsmotor angetriebenen elektrischen Generator gewonnen. Sie ist eine der ältesten Zündmethoden für Verbrennungsmotoren, da in der Anfangszeit der Verbrennungsmotoren Ende des 19. Jahrhunderts nicht immer leistungsfähige elektrische Energiespeicher in Form von Batterien zur Verfügung standen. Sie wurde bis in die 1960er Jahre zunehmend und bis auf spezielle Anwendungsbereiche durch die heute üblichen, kostengünstigeren und in verschiedenen Varianten existierenden Batteriezündungen abgelöst.

## Funktion und Geschichte

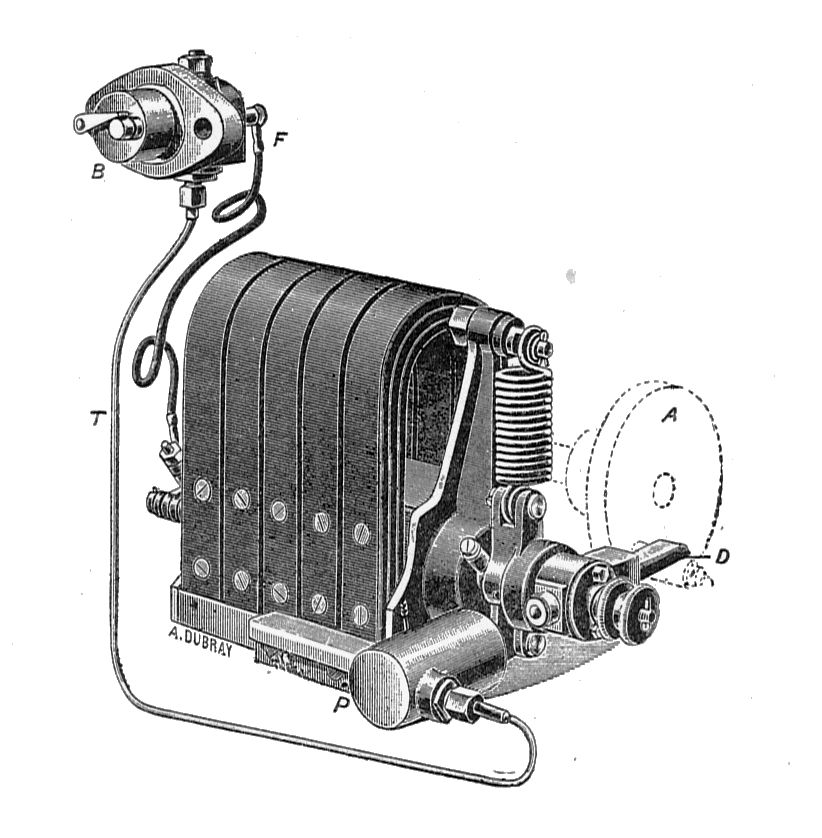
Historische Niederspannungs-Abschnapp-Abreißzündung.

Der elektrische Generator einer Magnetzündung ist üblicherweise permanent magnetisch erregt, also durch einen Dauermagneten. In historischen Bauformen ist der Stator ein fest montierter Hufeisenmagnet mit Polschuhen an den beiden Schenkeln. Zwischen ihnen rotiert ein vom Verbrennungsmotor angetriebener Anker. Auf diesem rotierenden Doppel-T-Anker, einer bei elektrischen Maschinen frühen Bauform, sitzt eine Spule. Sie ist bis zum Zündzeitpunkt kurzgeschlossen. Durch die Selbstinduktion wird in der kurzgeschlossenen Spule ein elektrischer Strom induziert. Während der Dauer des Kurzschlusses wird die Zündenergie in Form des Magnetfeldes in der Spule gespeichert.
Ein Unterbrechermechanismus, der von einem Nocken auf der Welle des Generators betätigt wird, unterbricht den Stromkreis zum Zündzeitpunkt. Da die Spule eine Induktivität ist, die die Eigenschaft hat, den Strom nach Unterbrechung des Stromkreises weiter fließen zu lassen, entsteht an den geöffneten Kontakten des Unterbrechermechanismus kurzzeitig eine hohe Spannung, die sich in einem Funken entlädt. Die höchste Effizienz wird dann erreicht, wenn der Kontakt bei der Winkelstellung des größten magnetischen Flusses schließt und der Zündzeitpunkt (Öffnen des Kontaktes) bei derjenigen Winkelstellung liegt, wo kein externes Magnetfeld auf die Spule wirkt (sog. efficiency gap). Der Unterbrecherkontakt in Form einer Zündkerze ist direkt im Zylinder untergebracht. Der Zündzeitpunkt wird durch die Winkelposition des Unterbrechers bestimmt, die Spannung für die Zündkerze wird bei den ersten Modellen über Schleifringe abgenommen. Um die störanfälligen Schleifringe zu vermeiden, ist bei späteren und heutigen Bauformen die Spule stationär und die Dauermagnete drehen sich um die Spule.
Da bei dieser Bauform die erzeugte Spannung des Zündimpulses nicht besonders hoch ist, wird diese Form auch als Niederspannungs-Magnetzündung oder wegen der schnell und weit öffnenden Kontakte als Abrisszündung oder auch Abreißzündung bezeichnet. Sie wurde im Jahr 1882/1883 von Siegfried Marcus patentiert, es folgten 1887 konstruktive Verbesserungen von Robert Bosch, dem Firmengründer der Robert Bosch GmbH. Sie wird heute nicht mehr verwendet.
Eine wesentliche Verbesserung ist die Hochspannungs-Magnetzündung. Sie wurde 1902 bei Bosch nach Vorarbeiten von Arnold Zähringer von Gottlob Honold entwickelt. Dabei wird auf die Ankerspule eine zusätzliche zweite Wicklung mit einer deutlich höheren Windungsanzahl als diejenige der ersten Wicklung angebracht. Die Hochspannungswicklung wird vom selben magnetischen Feld durchflossen wie die erste Wicklung und ist mit der Zündkerze verbunden. Die erste Wicklung besteht auch bei dieser Bauform nur aus wenigen Windungen und ist bis zum Zündzeitpunkt kurzgeschlossen. Beim Zünden durch den Unterbrecher (Aufhebung des Kurzschlusses) kommt es auch hier durch die Selbstinduktion zu einem Spannungsimpuls in beiden Spulen, der wegen der höheren Windungszahl der Hochspannungswicklung Spannungen bis zu 25 kV erreichen kann. Die Zündkerzen werden – bei Mehrkolbenmaschinen über einen Zündverteiler – mit der Hochspannung versorgt.
Die Zündfunkenleistung wird verbessert, indem parallel zum Unterbrecherkontakt ein Kondensator geschaltet wird (Löschkondensator). Dieser vermindert zum einen Funkenbildung und somit den Kontaktabbrand am Unterbrecher (er übernimmt zum Zeitpunkt des Öffnens kurzzeitig den Stromfluss und hält die Spannung über dem Kontakt niedrig) und bildet bei passender Dimensionierung gemeinsam mit der Spule einen sogenannten Resonanztransformator, wodurch es zu einer zusätzlichen Spannungserhöhung für die Zündung kommt.
Magnetzündungen haben in der Regel eine drehzahlabhängige Verstelleinrichtung für das Vorverlegen des Zündzeitpunktes mit steigender Drehzahl über einen Fliehkraftregler. Dieser Winkelverstellung wird oft ein Hand-beeinflusster Verstellwert per Seilzug zur manuellen Anpassung des Zündzeitpunktes oder zur Erleichterung der Startprozedur aufgeschaltet. Das letzte Motorrad aus deutscher Produktion mit dieser aufwendig zu bedienenden Verstellung war die Sportmaschine BMW R 68 bis Baujahr 1955. Neben dem normalen rechten Gasdrehgriff war zur Zündverstellung auch der linke Griff als Drehgriff ausgebildet.

## Anwendungen

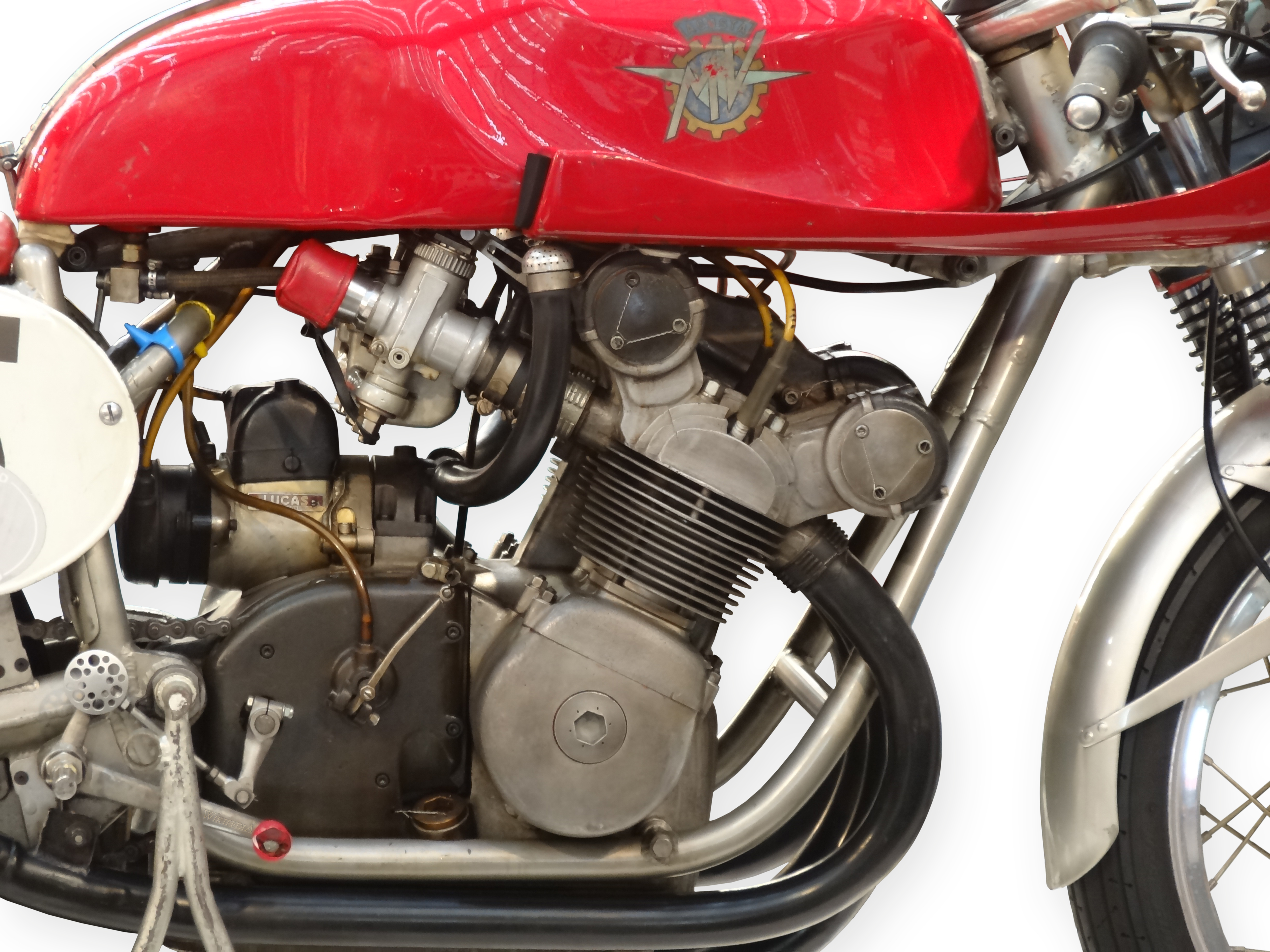
Magnetzündung (von Lucas) am Motor (unter den Vergasern) einer MV Agusta 500 Werksrennmaschine (1952)

Heute werden Magnetzündungen in Kleinmotoren, zum Beispiel bei Rasenmähern oder Motorsägen verwendet; der mechanische Unterbrecherkontakt ist durch eine elektronische Schaltung mit Leistungstransistoren und ohne mechanische Bauteile ersetzt.
Magnetzündungen waren Standard bei Motorrädern seit den Anfängen des 20. Jahrhunderts bis in die 1960er-Jahre. Heute ist sie unüblich geworden, jedoch wurden bis in die 1990er-Jahre in nennenswerter Stückzahl kleine Motorräder und Mopeds mit Magnetzündanlagen hergestellt. Die Kleinkrafträder von Simson hatten noch bis Produktionsende 2002 Magnetzündung. Ein wesentlicher Vorteil dieser Bauweise war die Start- und Betriebsfähigkeit des Motors auch bei entladener oder defekter Fahrzeugbatterie. Letztere konnte zudem vergleichsweise klein und gewichtssparend dimensioniert werden.
Bei den älteren Motorrollermodellen der Marke Vespa (mit Handschaltgetriebe, 50 cm³ bis 200 cm³) werden seit 1946 bis heute millionenfach Schwunglichtmagnetzünder verwendet, da diese in das Motorkonzept eingepasst sind (vgl. Vespa PX-Baureihe mit 2T und 4T Motoren). Das Polrad erfüllt bei diesen Modellen gleichzeitig die Funktion der Schwungmasse und des Lüfterrades. Diese Bauform war auch bei anderen Herstellern von Kleinmotoren verbreitet, z. B. bei den Mofa-Motoren von Fichtel & Sachs oder beim Vélosolex.
Magnetzündungen an Motorrädern kann man meist an ihren walzenförmigen Gehäusen (darunter oder offen das Schwungrad mit Magneten) in unmittelbarer Nähe des oder der Zylinder erkennen. In den Anfangsjahren wurden sie oftmals vor den Zylindern angeordnet, was sie aber störanfällig durch Steine und Schmutz machte. In späteren Jahren war die Anordnung hinter den Zylindern üblich. Auch manche große Motorräder wurden mit Magnetzündanlagen betrieben, zuletzt in Deutschland bis 1969 die BMW-Motorräder.
Oft zu finden sind Magnetzündungen weltweit auf älteren VW-Industriemotoren (luftgekühlte Boxermotoren mit meist 1200 cm³ / 18-22 KW - zum Beispiel den Typ 122 aus dem Käfer oder T1 und T2 Bulli). Von 1950 bis 1991 wurden diese auch auf den Tragkraftspritzen der Feuerwehren tausendfach verwendet. Diese mobilen, von Feuerwehrleuten getragenen, Wasserpumpen mussten möglichst leicht und wartungsfreundlich sein. Durch Magnetzündung konnten die schwere und wartungsintensive Batterie und die Lichtmaschine entfallen.
Darüber hinaus sind sie bei Flugmotoren zu finden. Nahezu alle Otto-Flugmotoren haben Magnetzündungen in doppelter Ausführung: In Flugzeugmotoren mit Fremdzündung ist aus Gründen der Ausfallsicherheit die Doppelzündung Vorschrift. Dabei ist zumeist eine der beiden Magnetzündungen mit einer sogenannten Schnappkupplung (umgangssprachlich „Schnäpper“) versehen, die bei sehr niedrigen Drehzahlen, beispielsweise während des Anlassvorgangs per Hand oder mit einem langsam laufenden Starter, für ein beschleunigtes Öffnen der Unterbrecherkontakte und damit eine genügend starke Funkenbildung an den Zündkerzen sorgt.